# Juan José Gurrola
Juan José Gurrola (Ciudad de México, 19 de noviembre de 1935-ibídem, 1 de junio de 2007) fue un arquitecto, director de radio, cine y teatro, actor, escenógrafo, dramaturgo, pintor, fotógrafo y performer mexicano. Fue galardonado con el Premio Nacional de Ciencias y Artes en el área de Bellas Artes por el gobierno de México en 2004.

## Estudios
Realizó estudios de arquitectura en la Universidad Nacional Autónoma de México (UNAM) de 1954 a 1958. En 1961 estudió diseño y tecnología arquitectónica del teatro con George Izenour en la Universidad de Yale, dirección de teatro y diseño de escenas bajo la tutoría de Willi Schmidt en el Schlosspark Theatre en Berlín, y fotografía, pintura y dibujo en el Kunstzentrum für Bildende Kunst en Trier, Alemania. 
Fue becado por la John Simon Guggenheim Memorial Foundation para escribir teatro, así como por la Fundación Rockefeller para estudiar dirección teatral y diseño de producción y arquitectura en teatros. El British Council lo invitó a trabajar en el Royal Court Theatre en Londres, Inglaterra, con George Devine.

## Trayectoria profesional
Participó a través de los años en innumerables festivales y coloquios: II and III Annual Symposium of the Inter-American Foundation for the Arts, el Festival de Teatro Latinoamericano en La Habana, Cuba, el 11° Festival Internacional de Teatro en Nancy, Francia, el Festival de Teatro de las Américas (en el John F. Kennedy Center para las artes en Washington D. C.), en La Mama Theatre Club, en Nueva York, y en The Eugene O'Neil Theatre Center, en Waterford, Connecticut; el X Festival Internacional Cervantino en Guanajuato, México, The 2nd International Symposium of Ancient Greek Drama, en Delphi, Grecia, y el Festivale Mondiale de Drammaturgia Contemporanea Nel Chianti, en Italia. Participó además en la Documenta V, en Kassel, Alemania.
Como director de teatro puso en escena más de 50 piezas entre las que destacan: Despertar de primavera de Frank Wedekind, La hermosa gente de William Saroyan, La piel de nuestros dientes de Thornton Wilder, Bajo el bosque blanco de Dylan Thomas, La caja de arena de Edward Albee, El paseo de Buster Keaton de Federico García Lorca, La cantante calva de Eugène Ionesco, Ay, papá, pobre papá, estoy muy triste porque en el clóset se colgó mamá de Arthur Kopit, Landrú (Opereta) de Alfonso Reyes, Los poseídos de Fiodor Dostoievski-Albert Camus, La tragedia de las tragedias o vida y muerte de Pulgarcito el Grande de Henry Fielding, Retorno al hogar de Harold Pinter, Camino a Damasco de August Strindberg, HIM de e.e. cummings, Los exaltados de Robert Musil, Lástima que sea puta de John Ford, La prueba de las promesas de Juan Ruiz de Alarcón, El deseo agarrado por la cola de Pablo Picasso, Pasiphae de Henry de Montherlant, El gato con botas de Johann Ludwig Tieck, Las leyes de la hospitalidad de Raúl Falcó, Fiorenza de Thomas Mann, El hacedor de teatro de Thomas Bernhard, Frida & Diego de Greg Cullen. También tradujo y escenificó Hamlet, Príncipe de Dinamarca de William Shakespeare. Su última puesta en escena fue Simplemente complicado de Thomas Bernhard.
En ópera, Juan José Gurrola dirigió La noche de un neurasténico de Nino Rota, El teléfono de Giancarlo Menotti, Emilio y Emilia de Ernst Toch, Cavalleria rusticana de Pietro Mascagni, Pagliacci de Ruggero Leoncavallo, Orestes parte de Federico Ibarra, El prisionero de Luigi Dallapiccola. Todos los montajes operísticos que realizó se presentaron en el Palacio de Bellas Artes, con la excepción de Troubles in Tahiti de Leonard Bernstein, realizado en la Casa de la Paz.

## Obras representativas

### Teatro
- La hermosa gente (Director) – Ciudad de México (1957)
- El alfarero (Intérprete, Director) – Ciudad de México (1959)
- Nietzsche in the Kietzschen (Dirección, Dramaturgia) – Ciudad de México (1969)
- Él (1973)
- Lástima que sea puta (Intérprete, Director) – Ciudad de México (1978)
- Pasiphae  (Director) – Ciudad de México (1983)
- Alice en el país de las apariencias entre la vida y la muerte. Amén (Director) – Ciudad de México (1999)
- La tragedia de Hamlet, príncipe de Dinamarca (Director) – Ciudad Universitaria de la UNAM (2005)
- Director del grupo de teatro de la Facultad de Arquitectura de la UNAM

### Actor de cine
- El topo (1969), de Alejandro Jodorowsky
- Frida, naturaleza viva (1983), de Paul Leduc

### Radio y televisión
- Director del Departamento de Radio de la UNAM
- Director del Departamento de Televisión de la UNAM

### Música
- En busca del silencio - Escorpión en ascendente

## Premios y distinciones
- Mención honorífica en el Festival de Cortometraje de Guadalajara  por Alberto Gironella
- Premio en el Festival de Mar del Plata (Argentina) por Trajinera
- Premio Nacional de Ciencias y Artes en 2004.
- Fue becario de la Fundación Rockefeller, del Colegio Británico, de la Fundación Guggenheim y del gobierno alemán.